# Maria João Pires
Maria João Alexandre Barbosa Pires DmSE • GCSE • ComIH • GCIH (Lisboa, Pena, 23 de julho de 1944) é uma pianista portuguesa com dupla nacionalidade portuguesa e suíça, residente em Portugal.

## Biografia
Filha póstuma de João Baptista Pires (Mogadouro, Mogadouro, 1898 – 1 de julho de 1944) e de sua mulher Alzira dos Santos Alexandre Barbosa (Porto, 20 de fevereiro de 1910 - 1 de julho de 1994) e irmã de Hugo Alexandre Barbosa Pires, Maria Regina Alexandre Barbosa Pires e Maria Helena Alexandre Barbosa Pires.
Muito cedo aprendeu a tocar piano: aos cinco anos deu o seu primeiro recital e aos sete tocou publicamente concertos de Mozart. Com nove anos recebeu o prémio da Juventude Musical Portuguesa. Entre 1953 e 1960 estuda com o Professor Campos Coelho no Conservatório de Lisboa. Prossegue os estudos musicais na Alemanha, primeiro na Musikakademie em Munique com Rosl Schmid e depois em Hanôver com Karl Engel.
Maria João Pires torna-se reconhecida internacionalmente ao vencer o concurso internacional do bicentenário de Beethoven em 1970, que se realizou em Bruxelas.
Fez na sua carreira numerosas digressões onde interpretou obras de Bach, Beethoven, Schumann, Schubert, Mozart, Brahms, Chopin e muitos outros compositores dos períodos clássico e romântico. Maria João Pires é convidada com regularidade pelas grandes orquestras mundiais para tocar nas melhores salas de concerto, apresentando-se regularmente na Europa, Canadá, Japão, Israel e nos Estados Unidos.
Tem desenvolvido actividade tanto a nível individual (recitais, concertos, gravações) como em música de câmara: dos numerosos êxitos discográficos, destacam-se as gravações Moonlight, com sonatas de Beethoven; Le Voyage Magnifique, integral dos Impromptus de Schubert; noturnos e outras obras de Chopin; sonatas de Grieg e os trios de Mozart, com Augustin Dumay (violino) e Jiang Wang (violoncelo).
Foi a fundadora e dirigente do Centro de Belgais para o Estudo das Artes, em Escalos de Baixo no concelho de Castelo Branco, de cariz pedagógico, cultural e social. A pianista deixou o Centro em 2006, quando se transferiu para o Brasil. Na ocasião, ela declarou à Antena 2 e ao Aguarrás, ter sofrido muito ao tentar implementar o seu projecto em Portugal. As atividades do Centro de Belgais foram encerradas em 2009.

No Brasil, adquiriu uma casa em Lauro de Freitas, na Região Metropolitana de Salvador, estado da Bahia, onde passou a residir em 2008.
"A pianista Maria João Pires confirmou que está a pensar em pedir nacionalidade brasileira e, desta forma ficar com dupla nacionalidade, e não recusar a cidadania portuguesa, como teria sido anteriormente noticiado. O advogado da pianista enviou uma nota à Lusa, onde desmentiu a «suposta vontade» de Maria João Pires «renunciar à nacionalidade portuguesa», devido a uma «suposta zanga» com o Governo".
A 9 de agosto de 1983 foi agraciada com o grau de Dama da Ordem Militar de Sant'Iago da Espada, a 4 de fevereiro de 1989 com o grau de Comendadora da Ordem do Infante D. Henrique, a 9 de junho de 1998 foi elevada ao grau de Grã-Cruz da Ordem Militar de Sant'Iago da Espada e a 19 de maio de 2019 foi elevada ao grau de Grã-Cruz da Ordem do Infante D. Henrique.
Foi casada com o fadista João Ferreira-Rosa, antes de casar com Ernst Ortwin Noth (Frankfurt, 4 de dezembro de 1939), com quem teve duas filhas, Joana Benedita (n. 1967) e Maria Madalena (1968).
Distinguida com um Prémio Gramophone, considerado o Óscar da música clássica, que recebeu em setembro de 2015, em Londres.
Depois de viver no Brasil, na Bélgica e na Suíça, regressou a Belgais, em Portugal, em 2017.
Em 18 de maio de 2019 recebeu a Medalha de Mérito Cultural.
Em 2023 recebeu o estatuto de membro honorário da Royal Academy of Music.
Em junho de 2025 sofreu um AVC ligeiro, o que a impossibilitou de cumprir as datas para os concertos agendados.

## Prémios
- Ganhou o Prémio Pessoa em 1989.
- Arriscou pela 2.ª vez o Prémio Gramophone em 2012.
- Galardoada com o Praemium Imperiale em música em 2024.[13]